# Ectrepesthoneura bucera
Ectrepesthoneura bucera är en tvåvingeart som beskrevs av Eberhard Plassmann 1980. Ectrepesthoneura bucera ingår i släktet Ectrepesthoneura och familjen svampmyggor. Inga underarter finns listade i Catalogue of Life.